# Бета-різноманітність
Бета-різноманітність (англ. beta-diversity) — показник, що вимірює ступінь дифференційованності розподілу видів по градієнтах місць існування, тобто швидкість зміни флористичної композиції спільноти уздовж просторових і екологічних градієнтів ландшафту. Подібно до альфа-різноманітності, бета-різноманітність зростає із збільшенням часу  еволюції за рахунок того ж процесу «упаковки» гіпероб'ємів популяцій, у гіперпросторі місць існування, тобто сукупності екологічних факторів ландшафту.
Чим вища бета-різноманітність, тим більше синтаксономічних одиниць можна виділити при класифікації рослинності досліджуваного ландшафту. Найбільш простою мірою для оцінки бета-різноманітності є відношення числа видів у всіх біоценозах до числа видів в середньому на один біоценоз. Бета-різноманітність може бути виміряна через число встановлених синтаксонів одного рангу (субасоціацій, асоціацій і т. д.) і напівзмін. Можливе використання і більш складних прийомів.

## Виноски
1. ↑   Уиттекер Р. Сообщества и экосистемы. / Пер. с англ. М.: Прогресс, 1980. — 328 с.
2. ↑   Pielou E.C. Ecological diversity. — N.Y. etc.: Wiley-Intersci Publ., 1975. — 424 p.